# Josip Werklein
Josip Werklein (Nova Gradiška, 1866. – Zagreb, 9. rujna 1922.) bio je magistar farmacije značajan za Bjelovar. 
Josip Werklein rođen je 1866. godine u Novoj Gradišci gdje je završio osnovnu školu. Školovanje je nastavio u Zagrebu gdje provodi ljekarničku praksu kod poznatog ljekarnika Lavoslava Finka. Rad nastavlja kod još jednog čuvenog ljekarnika, Antuna Kögla. 
Bjelovarsku ljekarnu K anđelu vodio je tridesetak godina. Bio je oženjen Isabelom Rosipal. U Bjelovaru 1901. otvara Prvu bjelovarsku tvornicu octa J. Werklein i drugovi, koju je otkupio Ljudevit Altmann 1904. godine, a 1912. otvorio je i trgovinu stranom robom. Nakon Bjelovara, otvara ljekarnu u Zagrebu.
Bio je predsjednik Hrvatske zajednice. Podupirao je humanitarne udruge i kulturu u gradu Bjelovaru, gdje je 25 godina bio predsjednik Hrvatskog pjevačkog društva Dvojnica.
Nakon njegove smrti 1922. tadašnja Aleksandrova ulica u Zagrebu preimenovana je u Ulicu Josipa Werkleina, ali je tadašnja Jugoslavenska demokratska stranka imala prigovor.
Nekrolog mu je objavio  Vjesnik ljekarnika Kraljevstva Srba, Hrvata i Slovenaca.
Pokopan je u Bjelovaru 12. rujna 1922. godine.